# Nun danket alle Gott, BWV 192

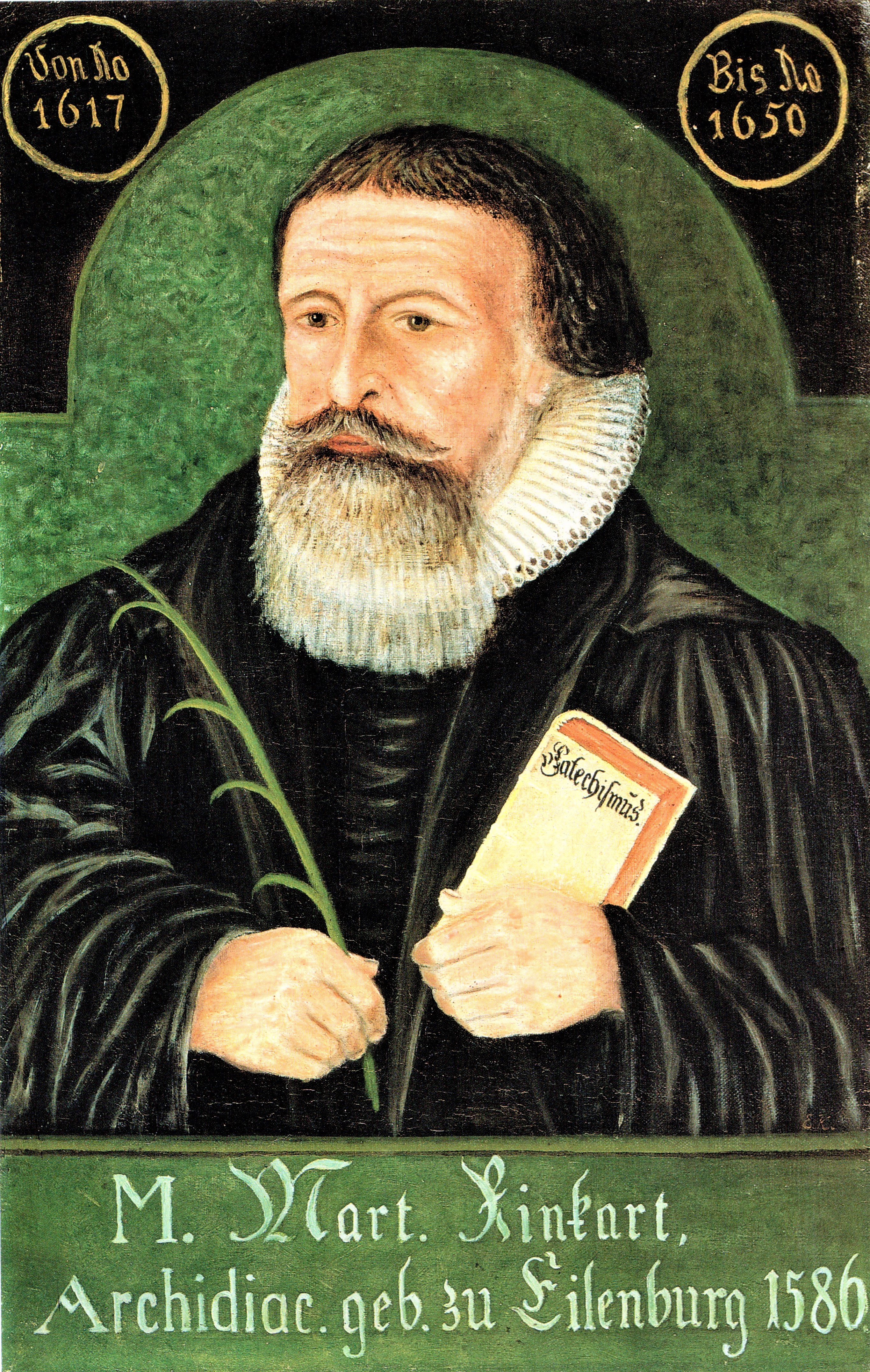
Martin Rinckart, autor del text.

Nun danket alle Gott, BWV 192 (Doneu tots gràcies a Déu), és una cantata religiosa de Johann Sebastian Bach probablement per al Dia de la Reforma protestant, estrenada a Leipzig el 31 de d'octubre de 1730.

## Origen i context
Hi ha dubtes sobre la dedicació i la data d'estrena d'aquesta cantata, fet complicat per la pèrdua de la partitura original. La data més probable és el 30 d'octubre de 1730 en commemoració del Dia de la Reforma sense descartar que fos una obra per a unes noces. El text és el de l'himne homònim de Martin Rinckart de l'any 1636, lleugerament modificat amb la introducció en el coral final de l'estrofa cantada amb motiu de la Pau de Westfàlia que posà fi a la Guerra dels Trenta Anys. L'aire festiu del text és el principal argument a favor de què la cantata estava dedicada al dia de la Reforma i no a una cerimònia de casament. Per al Dia de la Reforma es conserven dues altres cantates, la BWV 79 i la BWV 80.

## Anàlisi
Obra escrita per a soprano, baix i cor; dues flautes travesseres, dos oboès, corda i baix continu. Consta de tres números
1. Cor: Nun danket alle Gott (Doneu tots gràcies a Déu)
2. Ària (duet de soprano i baix): Der ewig reiche Gott (Que el Déu eternament poderós)
3. Cor: Lob, Ehr und Preis sei Gott (Lloança, Honor i Glòria al Senyor)

Es tracta d'una veritable cantata coral amb una estructura atípica, dos cors i un duo de soprano i baix al mig. El text, que exalta la joia del creient front totes les coses que Déu fa per ells, és a l'origen del caràcter alegre de tota l'obra. El cor del primer número s'inicia amb un passatge llarg de tota l'orquestra, ple de joia i alegria, les quatre veus canten el primer vers sobre la melodia d'un coral original de Johann Crüger (1647). El número central té les característiques d'una dansa, les veus dialoguen sobre la melodia del coral, a la primera part a proposta del baix i en la segona sota el protagonisme del soprano. El cor final té també aire de dansa, en concret d'una giga. És una de les cantates de Bach més curtes amb una durada de gairebé un quart d'hora.

## Discografia seleccionada
- J.S. Bach: Das Kantatenwerk. Sacred Cantatas Vol. 10. Nikolaus Harnoncourt, Concentus Musicus Wien, Tölzer Knabenchor (Gerhard Schmidt-Gaden), Helmut Wittek (solista del cor), Thomas Hampson. (Teldec), 1994.
- J.S. Bach: The complete live recordings from the Bach Cantata Pilgrimage. CD 47: Schlosskirche, Wittenberg; 31 d'octubre de 2000. John Eliot Gardiner, English Baroque Soloists, Monteverdi Choir, Joanne Lunn, Peter Harvey. (Soli Deo Gloria), 2013.
- J.S. Bach: Complete Cantatas Vol. 20. Ton Koopman, Amsterdam Baroque Orchestra & Choir, Sandrine Piau, Klaus Mertens. (Challenge Classics), 2006.
- J.S. Bach: Cantatas Vol. 51. Masaaki Suzuki, Bach Collegium Japan, Hana Blazikova, Christoph Genz. (BIS), 2012.
- J.S. Bach: Church Cantatas Vol. 57. Helmuth Rilling, Bach-Collegium Stuttgart, Gächinger Kantorei Stuttgart, Helen Donath, Niklaus Tüller. (Hänssler), 1999.